# Porie
Een porie is een buisvormige opening naar een oppervlak. Poriën komen voor bij diverse planten, dieren en schimmels, maar ook in bijvoorbeeld gesteenten en mineralen.

## Porie in de huid
Een porie in de huid is het buisje dat bij een talgklier of zweetklier hoort. De talgklieren scheiden talg uit, een vettige substantie. Talg is nodig om de huid soepel en vochtig te houden. Bij acne kan de talg niet snel genoeg uit de poriën stromen waardoor puistjes ontstaan. Bij sommige dieren, zoals hagedissen, dienen de sterk vergrote poriën aan de onderzijde van de dijen (femorale poriën) voor het uitzetten van geurvlaggen.

## Porie in planten
In de bladeren van groene planten bevinden zich poriën (huidmondjes) welke nodig zijn om gassen in en uit de plant te transporteren. De werking hiervan hangt nauw samen met fotosynthese. Ook in andere delen van planten komen poriën voor, zoals waterporiën.

## Porie in gesteente
In veel soorten gesteenten komen poriën voor. Aardolie en aardgas wordt gewonnen uit de poriën van een bepaalde steensoort in de ondergrond.

## Porie in de bodem
In de bodem komen grote en kleine poriën voor, waardoor gasuitwisseling met de buitenlucht optreedt en regenwater de grond in kan. In de fijne poriën kan het grondwater, door capillaire werking van de bodem, omhooggezogen worden tot boven het freatisch vlak; men spreekt dan ook van capillair grondwater. Boven de capillaire zone kan het grondwater nog plaatselijk door cohesie in zeer kleine poriën (draadjes) aanwezig zijn als funiculair grondwater.